# Anas gibberifrons
Anas gibberifrons là một loài chim trong họ Vịt.
Chúng được tìm thấy ở các vùng đất ngập nước mở ở Indonesia. Loài này trước đây bao gồm loài Andaman Anas albogularis và Anas gracilis là các phân loài, nhưng hiện nay được coi là đơn loài.